# Josefa Vicenta Giambastiani de Peláez
Josefa Vicenta Giambastiani de Peláez (Río Cuarto, Córdoba, Argentina, 10 d'abril de 1891 - Neuquén, 3 d'abril de 1974) va ser una geòloga argentina, la primera que es va doctorar a l'Escola de Geologia de la Universitat Nacional de Córdoba (Argentina), el 1932.
Nascuda a Río Cuarto (Córdoba, Argentina) Josefa Vicenta Giambastiani va estudiar primer per a mestra a l'Escola Normal Mixta Justo José de Urquiza, de la mateixa ciutat de Río Cuarto i va obtenir el títol el 1908, sent la primera de la seva promoció. De 1910 a 1915 va treballar a l'Escola Normal on s'havia graduat. Després ho va fer en diverses institucions a les ciutats de Río Cuarto, San Francisco i Córdoba i el curs 1922-1923 va ser vicedirectora del Consell d'Educació de la província argentina de Córdoba.
El 15 de març de 1924 es va casar amb Víctor Peláez, que era professor de Dret romà a la Universitat Nacional de Córdoba. La parella va tenir cinc fills: Raul Víctor (1925), María Eugenia (1926), Enrique Alberto (1927), Víctor (1928) i María Luisa (1933); excepte el tercer —advocat— tots van seguir carreres científiques.
L'any 1930 va doctorar-se en Mineralogia i Geologia a la Universitat Nacional de Córdoba amb la tesi Sobre las calizas de las canteras de El Sauce. Estudio mineralógico y químico y comparaciones con otras calizas de la Sierra de Córdoba. Diaris i revistes argentins se'n van fer ressò perquè era la primera dona que es doctorava en aquella universitat, que havia estat fundada el 1613. Giambastiani tenia ja trenta-nou anys i quatre fills.
Giambastiani tenia molt d'interès per l'educació i la didàctica i entre 1934 i 1936 va publicar diversos llibres de text escolars. De la seva obra Nociones de mineralogía y geología argentina, de més de 502 pàgines i 365 il·lustracions, per a l'ensenyament secundari, se'n van fer quatre edicions; es tracta d'un «obra rigorosa d'una notable especialista».
L'any 1947, va guanyar unes oposicions per a professor titular de la Càtedra de Mineralogia i Petrografia de l'Escola de Bioquímica i Farmàcia de la Universitat de Córdoba, però el càrrec mai no es va fer efectiu.
Josefa Vicenta Giambastiani de Peláez va retirar-se de la docència l'any 1951. Va morir a Neuquén, amb vuitanta-tres anys, el 3 d'abril de 1974.